# Limburger HC

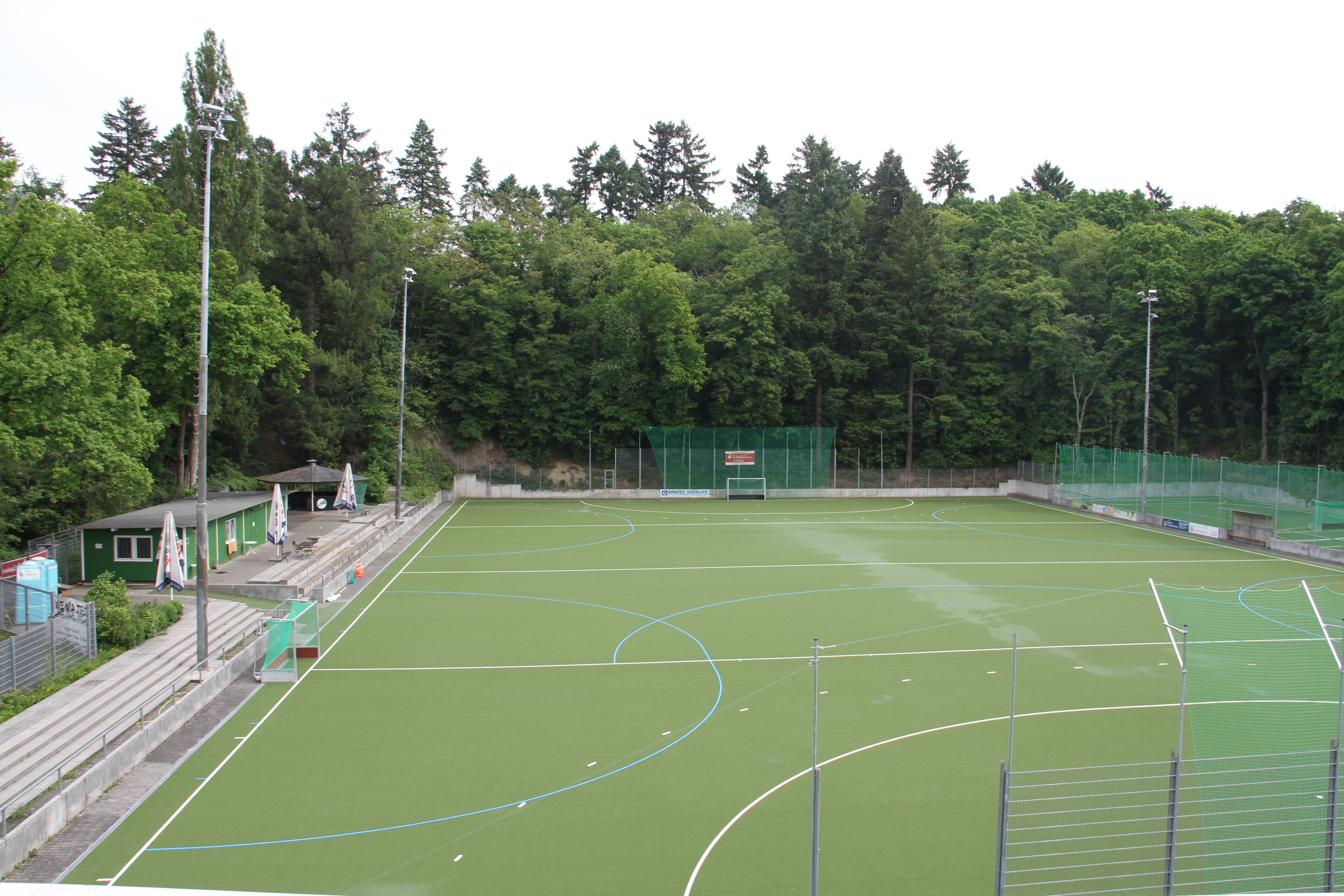
Albert-Collée-Hockeyanlage im Eduard-Horn-Park

Der Limburger Hockey-Club (LHC) ist ein Hockeyverein aus dem mittelhessischen Limburg an der Lahn.

## Geschichte
Gegründet wurde der Limburger HC im Jahr 1927. Vorausgegangen war 1922 die Abspaltung der Hockeyabteilung des VfR 07 Limburg, aus der die meisten Gründungsmitglieder des LHC kamen. Die ersten Erfolge konnte der Verein 1937 als Meister von Kurhessen und 1938, als man bis in die Vorrunde um die Deutsche Meisterschaft vorstieß, erreichen. Erster Erfolg nach Ende des Zweiten Weltkriegs war die Hessenmeisterschaft 1953. Ab 1956 wurde der Sportplatz des Vereins vergrößert, zwei Tennisplätze gebaut und das Clubhaus errichtet. 1974 gelang der Herren-Mannschaft des Vereins zunächst der Aufstieg in die Feld-Bundesliga, 1979 stieg sie auch in der Halle in die höchste deutsche Spielklasse auf. 1976 wurde in Limburg der erste Kunstrasenplatz erbaut. Mit Klaus Kleiter und Paul Lissek kamen die deutschen Hockey-Bundestrainer von 1974 bis 2000 aus den Reihen des Limburger HC.
Sein 75-jähriges Bestehen konnte der Verein im Jahr 1998 feiern, allerdings stieg man im gleichen Jahr in die 2. Bundesliga ab. 2006 stieg der Limburger HC auch aus der 2. Bundesliga in die Regionalliga Süd ab, schaffe 2009 aber den Wiederaufstieg in die 2. Bundesliga. Nachdem der LHC im Jahr 2014 erneut in die Regionalliga abgestiegen war, schaffte er im Jahr 2016 den Wiederaufstieg.

## Mannschaften
Die Feldhockey- und die Hallenhockeymannschaft ist derzeit in der Regionalliga Süd in Feld und Halle aktiv. Zudem gibt es im Limburger HC zahlreiche Juniorinnen- und Juniorenmannschaften.

## Erfolge
| Europapokalbilanz Herren Feld |                    |        |       |             |
| Jahr                          | Wettbewerb         | Niveau | Platz | Ort         |
| 1985                          | Club Champions Cup | 1      | 6     | Frankenthal |

### Erfolge der 1.Herren
- 1937: Meister von Kurhessen
- 1974: Aufstieg der Feldhockeymannschaft in die 1. Bundesliga
- 1979: Aufstieg der Hallenhockeymannschaft in die 1. Bundesliga
- 1984: Deutscher Feldhockeymeister der Herren
- 1985: Deutscher Hallenhockeymeister der Herren
- 1990: Deutscher Hallenhockeymeister der Herren
- 1991: Deutscher Hallenhockeymeister der Herren
- 1991: 2. Platz Hallenhockey-Europapokal der Herren
- 1992: Hallenhockey-Europapokalsieger der Herren
- 1993: 2. Platz Hallenhockey-Europapokal der Herren
- 2016: Aufstieg in die 2. Bundesliga – Halle
- 2016: Aufstieg in die 2. Bundesliga – Feld

## Nationalspieler des Limburger HC
| Herren             | Zeitraum  | Anzahl Spiele |                                |
| ------------------ | --------- | ------------- | ------------------------------ |
| Paul Lissek        | 1970–1976 | 49            | als Trainer Olympiasieger 1992 |
| Olaf Jung          | 1984–1985 | 7             |                                |
| Stefan Saliger     | 1986–1999 | 174           | Olympiasieger 1992             |
| Michael Knauth     | 1987–1996 | 72            | Olympiasieger 1992             |
| Christopher Gerber | 1990–1995 | 47            |                                |
| Götz Müller        | 1993–1995 | 19            |                                |
| Alexander Schütt   | 1993–1995 | 17            |                                |
| Nils Kowalczek     | 1996–2001 | 34            | Sieger Champions Trophy 1997   |
| Andreas Lante      | 1997–2001 | 26            |                                |
| Marc Schreiber     | 1998–1999 | 17            |                                |

Aus dem Damenbereich des Limburger HC kamen bislang keine Nationalspielerinnen hervor (Stand 2024).